# 藤山茂
藤山茂（日语：／ Toyama Shigeru，1970年12月3日—），爱知县大府市出身，日本男子柔道运动员，毕业于东海大学。他曾代表日本参加1994年亚洲运动会柔道比赛，获得男子71公斤级银牌。